# 劉志宏 (音樂創作人)
劉志宏（1967年6月24日—）生於臺灣新竹，音樂創作人，現專職於圈圈兒童音樂的唱片監製。從1980年代開始躍起，與劉思銘以樂團集體創作（Band Jam）模式寫歌。曾在滾石、華納、EMI、豐華、華研唱片公司專輯製作數百首經典流行歌曲，歌曲多次入圍金曲獎。

## 簡歷
在台灣音樂界，由劉思銘作詞，劉志宏作曲共同創作了許多膾炙人口的經典歌曲，二人並稱「雙劉」，他們曾和周華健共同組織並建立擺渡人音樂工作室。主要合作藝人：張國榮、周華健、任賢齊、黃品源、蘇慧倫等。離開滾石後，劉志宏於2007年4月10日成立人工衛星音樂工作室，陸續推出如梁靜茹的《暖暖》、周華健的《雨人》、卓文萱&小鬼的《愛的主旋律》等單曲製作。同時劉志宏投入兒童音樂圈，專為親子創作音樂歌曲，並於2015年創立圈圈兒童文化事業有限公司，陸續創作出《兒童樂園》、《天空樹》、《孩子的暖暖河》、《寶貝 我的家》、《親親我的寶貝》與《快樂，快樂一直來》六張兒童流行音樂專輯，音樂融合多元曲風和古典編曲，讓大人小孩同樂增進親子互動，激發兒童對生活的探索與發現。

## 音樂作品

### 專輯製作
圈圈兒童流行音樂專輯     發行：風潮音樂 ☂ 

2012 年 5 月《兒童樂園》The Playground

2013 年 1 月《天空樹》The Sky Tree

2013 年 12 月《孩子的暖暖河》The Love River

2014 年 8 月《寶貝 我的家》The Sweet Home

2015 年 3 月《親親我的寶貝》My Honey Baby

2016 年 1 月《快樂，快樂一直來》Welcome Happiness

周華健專輯     詞：劉思銘 曲：劉志宏☂

1993 年 4 月《花心》

1994 年 6 月《風雨無阻》

1995 年 4 月《弦途有你》

1995 年 7 月《愛相隨》

1996 年 2 月《愛的光》

1996 年 9 月《小天堂》

1997 年 3 月《朋友》

1997 年 11 月《光陰似健》

2003 年 3 月《滾石香港黃金十年周華健精選》

2003 年 9 月《周而復始》

2006 年 3 月《雨人》

2006 年 5 月《華健世足代言歌曲》
任賢齊專輯     詞：劉思銘 曲：劉志宏☂

1999 年 6 月《認真精選輯》

2000 年 1 月《為愛走天涯》

2000 年 12 月《天使兄弟小白臉》

2001 年 9 月《飛鳥》

姜育恆專輯☂

1996 年 9 月《男人的心也會痛》

張國榮專輯     詞：劉思銘 曲：劉志宏☂

1998 年 4 月《Printemps》

1998 年 3 月《這些年來》

萬芳專輯☂

1996 年 10 月《就值得了愛》

黃品源專輯☂

2000 年 11 月《海浪》

品冠專輯☂

2001 年 1 月《疼妳的責任》

### 單曲製作
| ⟨愛相隨⟩                                | 演唱：周華健 詞：劉思銘 曲：劉志宏               |
| ⟨朋友⟩                                  | 演唱：周華健 詞：劉思銘 曲：劉志宏               |
| ⟨雨人⟩                                  | 演唱：周華健 詞：劉思銘 曲：劉志宏               |
| ⟨你現在還好嗎⟩                          | 演唱：周華健 詞：劉思銘 曲：劉志宏               |
| ⟨情非得已⟩                              | 演唱：周華健 詞：劉思銘 曲：劉志宏               |
| ⟨孤枕難眠⟩                              | 演唱：周華健 詞：劉思銘 曲：劉志宏               |
| ⟨其實不想走⟩                            | 演唱：周華健 詞：劉思銘 曲：劉志宏               |
| ⟨淚該停⟩                                | 演唱：周華健 詞：劉思銘 曲：劉志宏               |
| ⟨誰的淚⟩                                | 演唱：周華健 詞：劉思銘 曲：劉志宏               |
| ⟨若不是因為你⟩                          | 演唱：周華健 詞：劉思銘 曲：劉志宏               |
| ⟨終於⟩                                  | 演唱：周華健 詞：劉思銘 曲：劉志宏               |
| ⟨情深為誰⟩                              | 演唱：周華健 詞：劉思銘 曲：劉志宏               |
| ⟨誰知道⟩                                | 演唱：周華健 詞：劉思銘 曲：劉志宏               |
| ⟨告訴我你愛你⟩                          | 演唱：周華健 詞：劉思銘 曲：劉志宏               |
| ⟨只有只有⟩                              | 演唱：周華健 詞：劉思銘 曲：劉志宏               |
| ⟨還要愛你⟩                              | 演唱：周華健 詞：劉思銘 曲：劉志宏               |
| ⟨我是一隻魚⟩                            | 演唱：任賢齊 詞：劉思銘 曲：劉志宏               |
| ⟨橘子香水⟩                              | 演唱：任賢齊 詞：劉思銘 曲：劉志宏               |
| ⟨死不了⟩                                | 演唱：任賢齊 詞：劉思銘 曲：劉志宏               |
| ⟨活著⟩                                  | 演唱：任賢齊＆莫文蔚 詞：劉思銘 曲：劉志宏       |
| ⟨兄弟⟩                                  | 演唱：任賢齊 詞：劉思銘 曲：劉志宏               |
| ⟨彩虹沙漠⟩                              | 演唱：任賢齊 詞：劉思銘 曲：劉志宏               |
| ⟨別哭⟩                                  | 演唱：任賢齊 詞：劉思銘 曲：劉志宏               |
| ⟨真相⟩                                  | 演唱：張國榮 詞：劉思銘 曲：劉志宏               |
| ⟨知道愛⟩                                | 演唱：張國榮 詞：劉思銘 曲：劉志宏               |
| ⟨Every Body⟩                            | 演唱：張國榮 詞：劉思銘 曲：劉志宏               |
| ⟨宿醉⟩                                  | 演唱：張國榮 詞：劉思銘 曲：劉志宏               |
| ⟨這些年來⟩                              | 演唱：張國榮 詞：劉思銘 曲：劉志宏               |
| ⟨My God⟩                                | 演唱：張國榮 詞：劉思銘 曲：劉志宏               |
| ⟨被愛⟩                                  | 演唱：張國榮 詞：劉思銘 曲：劉志宏               |
| ⟨上帝⟩                                  | 演唱：張國榮 詞：林夕 曲：劉志宏                 |
| ⟨海浪⟩                                  | 演唱：黃品源 詞：劉思銘 曲：劉志宏               |
| ⟨姐姐妹妹站起來⟩【收錄專輯：我變了】    | 演唱：陶晶瑩 詞：劉思銘 曲：劉志宏               |
| ⟨哭不出來⟩【收錄專輯：BAD BOY】         | 演唱：張惠妹 詞：劉思銘 曲：劉志宏               |
| ⟨雪地⟩【收錄專輯：旅程】                | 演唱：張惠妹 詞：劉思銘 曲：劉志宏               |
| ⟨分不開的兩個人⟩                        | 演唱：品冠 詞：劉思銘 曲：劉志宏                 |
| ⟨教堂的初吻⟩                            | 演唱：品冠 詞：劉思銘 曲：劉志宏                 |
| ⟨張愛玲⟩【收錄專輯：後來的我新歌+精選】 | 演唱：品冠 詞：劉思銘 曲：劉志宏                 |
| ⟨暑假⟩                                  | 演唱：徐懷鈺 詞：劉思銘 曲：劉志宏               |
| ⟨就值得了愛⟩                            | 演唱：萬芳 詞：劉思銘 曲：劉志宏                 |
| ⟨天下大亂⟩                              | 演唱：蘇慧倫 詞：陳沒 曲：劉志宏                 |
| ⟨不知不覺⟩【收錄專輯：傻瓜】            | 演唱：蘇慧倫 詞：劉思銘 曲：劉志宏               |
| ⟨起步走⟩【收錄專輯：命中注定我愛你】    | 演唱：吳忠明 詞：劉思銘 曲：劉志宏               |
| ⟨愛的主旋律⟩【收錄專輯：K歌情人雅座】   | 演唱：卓文宣＆小鬼 詞：小色、馬智勇 曲：人工衛星 |
| ⟨暖暖⟩【收錄專輯：親親】                | 演唱：梁靜茹 詞：李焯雄 曲：劉志宏               |
| ⟨美麗人生⟩【收錄專輯：美麗人生】        | 演唱：梁靜茹 詞：劉思銘 曲：劉志宏               |
| ⟨一直到春天過去⟩【收錄專輯：去愛吧】    | 演唱：鄭秀文 詞：劉思銘 曲：劉志宏               |
| ⟨愛不了多久⟩【收錄專輯：傷痕】          | 演唱：林憶蓮 詞：劉思銘 曲：劉志宏               |
| ⟨天亮⟩【收錄專輯：我們的童話】          | 演唱：曾寶儀 詞：劉思銘 曲：劉志宏               |
| ⟨捨不得把眼睛睜開⟩                      | 演唱：李度 詞：孫維君、厲曼婷 曲：劉志宏         |
| ⟨夠了⟩                                  | 演唱：李度 詞：劉思銘 曲：劉志宏                 |
| ⟨為所欲為⟩                              | 演唱：楊采妮 詞：劉思銘 曲：劉志宏               |
| ⟨我想我已經愛上你⟩                      | 演唱：趙詠華 詞：劉思銘 曲：劉志宏               |
| ⟨還是要孤單⟩                            | 演唱：關之琳 詞：劉思銘 曲：劉志宏               |